# Neue Deutsche Härte
La Neue Deutsche Härte (nuova durezza tedesca) o dance metal è una corrente, nata nei primi anni novanta, formata da gruppi metal tedeschi che utilizzano la propria lingua madre nelle proprie composizioni.
Il nome è stato coniato nel 1995 dalla stampa musicale tedesca dopo l'uscita di Herzeleid, primo album dei Rammstein e si ispira al più noto genere musicale della Neue Deutsche Welle modificando il vecchio nome con un gioco di parole: Deutsche Härte, che indica il grado di durezza dell'acqua secondo la scala tedesca.
Il sound della maggior parte dei gruppi facenti parte di questa corrente è una miscela omogenea di heavy metal, hardcore, folklore tedesco, ritmiche marziali tipiche dell'EBM ed elementi gothic metal e della new wave.
Gli artisti principali di questo genere sono Rammstein, OOMPH!, Megaherz, ASP, Umbra et Imago, L'Âme Immortelle ed Eisbrecher.